# USS Point Cruz (CVE-119)
«Пойнт-Круз» (англ. USS Point Cruz (CVE-119)) — ескортний авіаносець США часів Другої світової війни типу «Комменсмент Бей».

## Історія створення
Авіаносець «Пойнт-Круз» був закладений 4 грудня 1944 року на верфі «Todd Pacific Shipyards» у Такомі під назвою «Trocadero Bay», але пізніше перейменований на «Пойнт-Круз», на честь Пойнт-Круза — передмістя міста Хоніара, важливого місця битви за Гуадалканал. Спущений на воду 18 травня 1945 року, вступив у стрій 16 жовтня 1945 року.

## Історія служби
Після вступу у стрій «Пойнт-Круз» після нетривалої служби 30 червня 1947 року був виведений у резерв.
Після початку Корейської війни, у липні 1951 року корабель був виведений з резерву та переведений на Тихий океан, де ніс службу у складі 7-го флоту як протичовновий авіаносець. З квітня по грудень 1953 року авіаносець здійснював підтримку військ на фронті.
Після закінчення війни авіаносець продовжував нести службу у складі Тихоокеанського флоту.
31 серпня 1956 року корабель був виведений у резерв. 7 травня 1959 року перекласифікований в авіатранспорт AKV-19.
У 1965 році авіаносець знову був виведений з резерву і до 1969 року використовувався для перевезення літаків у Південно-Східну Азію.
15 вересня 1970 року корабель був виключений зі списків флоту і наступного року проданий на злам.